# November 1992
Portal Geschichte | Portal Biografien | Aktuelle Ereignisse | Jahreskalender | Tagesartikel

◄ |
19. Jahrhundert |
20. Jahrhundert
| 21. Jahrhundert

◄ |
1960er |
1970er |
1980er |
1990er
| 2000er | 2010er | 2020er | ►

◄ |
1988 |
1989 |
1990 |
1991 |
1992
| 1993 | 1994 | 1995 | 1996 | ►

◄ |
August 1992 |
September 1992 |
Oktober 1992 |
November 1992 |
Dezember 1992 |
Januar 1993 |
Februar 1993 |
►
Dieser Artikel behandelt aktuelle Nachrichten und Ereignisse im November 1992.

## Tagesgeschehen

### Sonntag, 1. November 1992
- Bonn/Deutschland: Der Ministerpräsident des Saarlands Oskar Lafontaine (SPD) tritt sein Amt als Präsident des Bundesrates an.[1]

### Montag, 2. November 1992

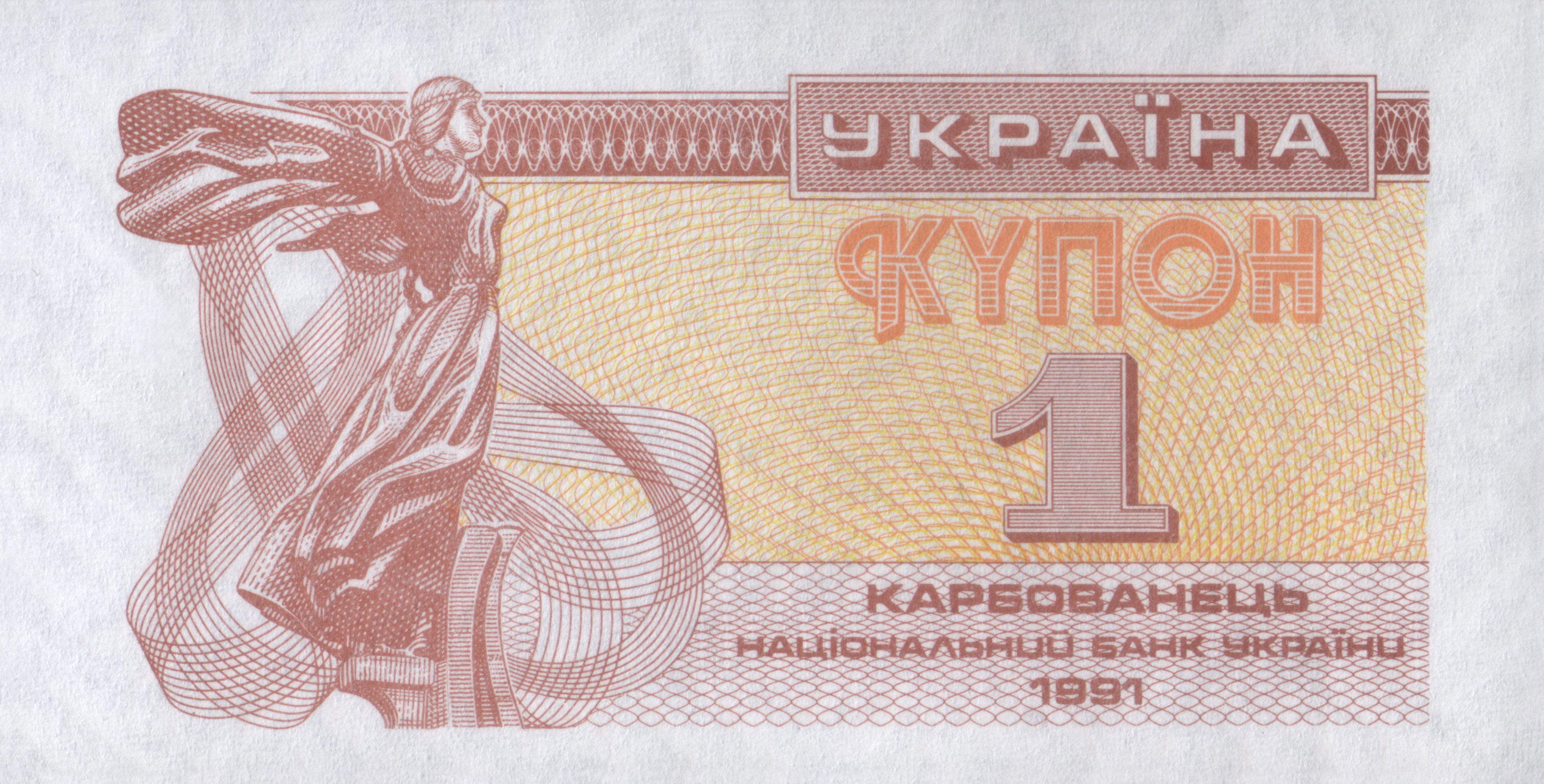
Ukrainischer Schein von 1991, Aufschrift „Kupon“ („Купон“)

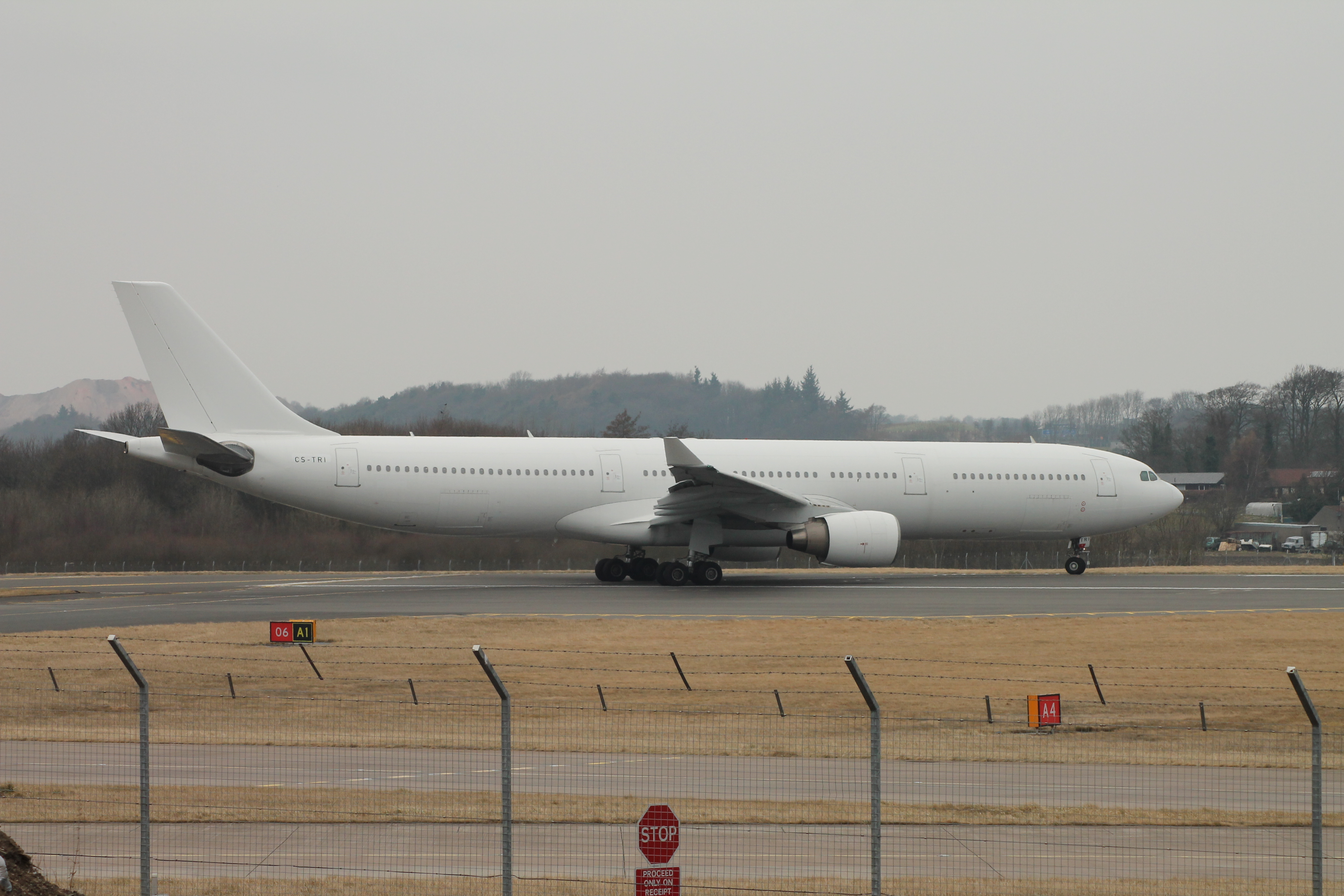
Airbus A330

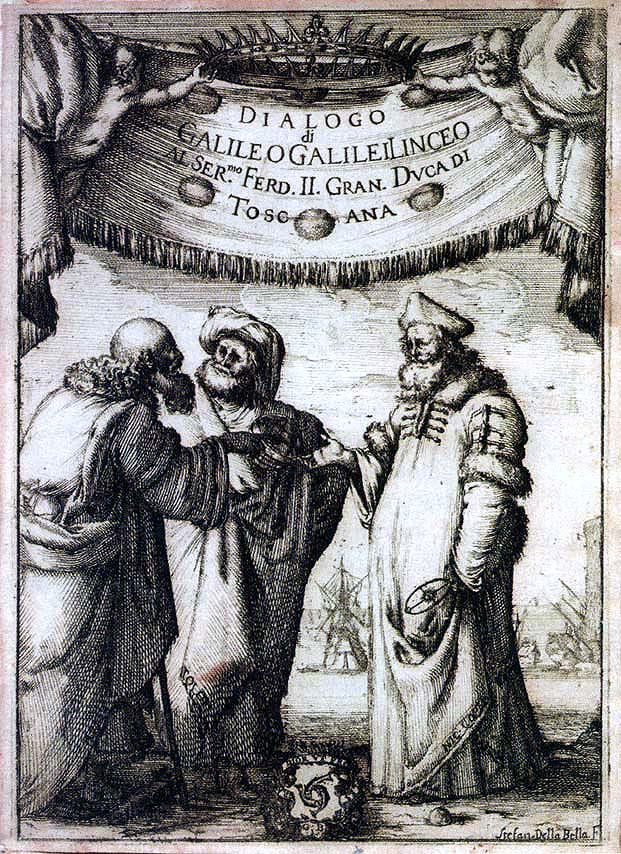
Titelseite von Galileo Galileis Werk „Dialogo“

- Accra/Ghana: Bei der Präsidentschaftswahl gewinnt Amtsinhaber Jerry Rawlings von der politischen Vereinigung Fortschrittsallianz mit 58,3 % der Stimmen. Im Dezember 1981 stürzten Putschisten unter Führung von Rawlings den gewählten Präsidenten Hilla Limann. Die heutige Wahl gilt als erste demokratische Wahl des Staatsoberhaupts nach diesem Umsturz.[2]
- Kiew/Ukraine: Der Karbowanez wird als neue offizielle Währung eingeführt. In den letzten Jahren brachte die Ukraine Kupons als legitimes Zahlungsmittel in Umlauf, um die Bewohner des Landes vor der Konkurrenz durch Käufer aus benachbarten Ländern zu schützen. Diese Kupons werden künftig nicht mehr ausgegeben, sind aber weiterhin gültig.[3]
- Toulouse/Frankreich: Das Großraumflugzeug Airbus A330 absolviert seinen Erstflug. Bislang beschränkt sich das Angebot im Segment von Flugzeugen dieser Größe auf die Modelle Boeing 767, DC 10, Il-86 und L-1011.[4]
- Vatikanstadt: Die römisch-katholische Kirche rehabilitiert formell den frühen Naturwissenschaftler Galileo Galilei. Ein Gremium aus zehn Kardinälen befand den Universalgelehrten im Jahr 1633 für schuldig der Ketzerei, in dem Werk Dialogo sopra i due massimi sistemi del mondo das heliozentrische Weltbild verteidigt zu haben, zwang ihn zum Widerruf und verurteilte ihn zu lebenslangem Hausarrest.[5]

### Dienstag, 3. November 1992

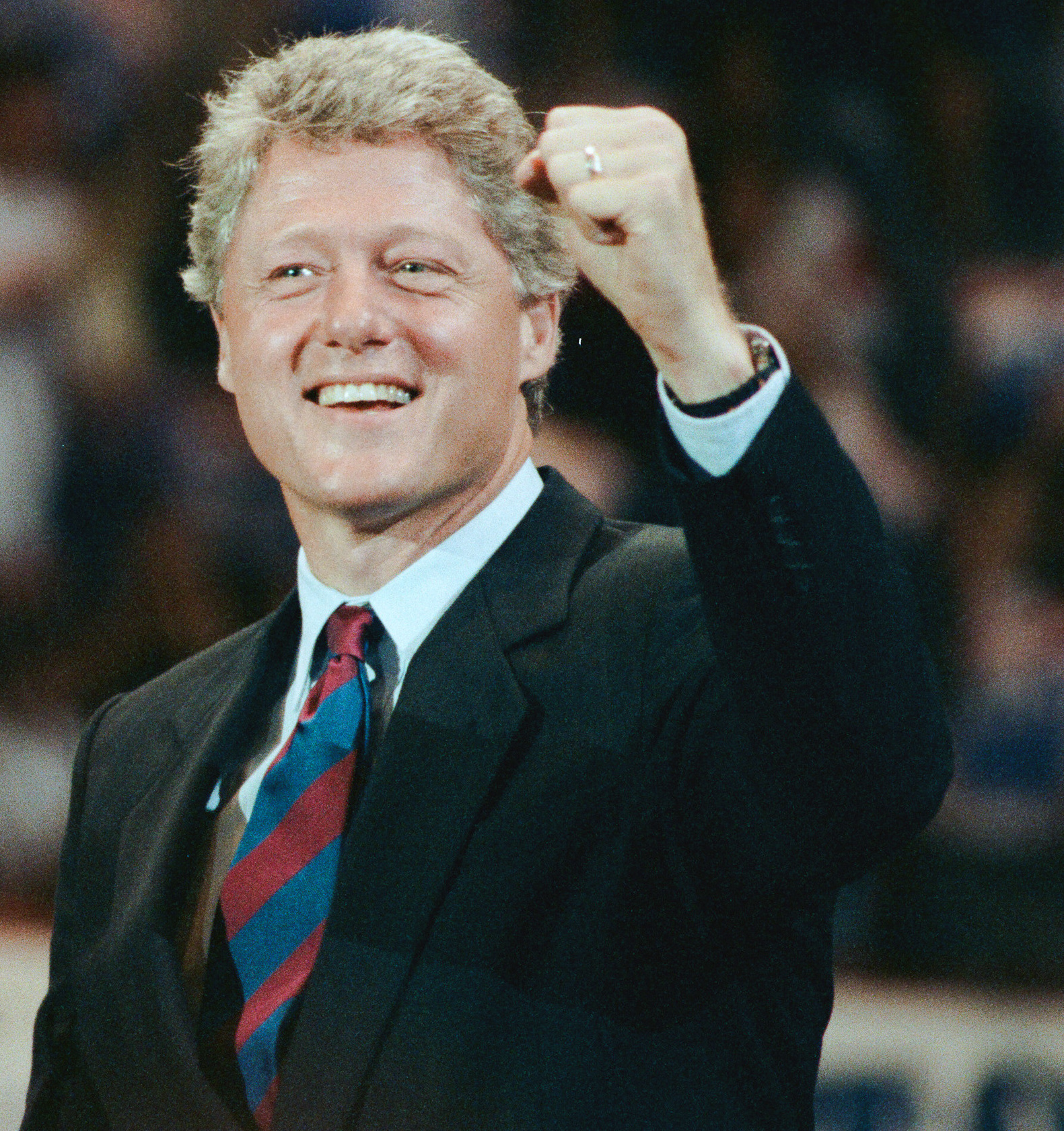
Bill Clinton

- Karlsruhe/Deutschland: In einem so genannten „Mauerschützenprozess“ bestätigt der Bundesgerichtshof die Rechtmäßigkeit von Bewährungsstrafen gegen zwei ehemalige Grenzsoldaten der DDR, die gegen einen flüchtenden DDR-Bürger Schusswaffen einsetzten und ihn damit ums Leben brachten. Das Grenzschutzgesetz der DDR stand zum Teil unzulässigerweise „im Widerspruch zur Gerechtigkeit“, so die Begründung.[6]
- Washington, D.C./Vereinigte Staaten: Bei der Präsidentschaftswahl in den Vereinigten Staaten vereint der hoch favorisierte Kandidat der Demokratischen Partei Bill Clinton auf seine Person 202 Wahlmänner mehr als der amtierende US-Präsident George Bush von der Republikanischen Partei und wird im Electoral College somit zum 42. Präsident des Landes gewählt werden. Bei den Wahlen zum Repräsentantenhaus und zum Senat behaupten die Demokraten jeweils ihre Mehrheit.[7]

### Donnerstag, 12. November 1992
- Berlin/Deutschland: Vor der 27. Strafkammer des Landgerichts beginnt der Prozess gegen Erich Honecker, den ehemaligen Generalsekretär des Zentralkomitees der SED und Vorsitzenden des Staatsrats der 1990 der Bundesrepublik Deutschland beigetretenen Deutschen Demokratischen Republik (DDR). Die Anklage lautet auf Anstiftung zum Mord an Bürgern der DDR beim Versuch, die innerdeutsche Grenze zu überwinden.[8]

### Freitag, 13. November 1992
- Las Vegas/Vereinigte Staaten: Der amerikanische Boxer Riddick Bowe besiegt seinen Landsmann Evander Holyfield nach Punkturteil und vereint auf seine Person die Weltmeistertitel im Schwergewicht der Verbände WBA, WBC und IBF.[9]

### Donnerstag, 19. November 1992
- Brüssel/Belgien: Alle Parteien im Flämischen Rat, außer dem rechtsextremen Flämischen Block (VB), verurteilen den vom VB vorgebrachten 70-Punkte-Plan gegen Einwanderung u. a. als nicht mit den Menschenrechten vereinbar. Seit 1989 gibt es Bestrebungen, den politischen Einfluss der VB durch einen „Hygienegürtel“ (französisch „cordon sanitaire“) einzudämmen.[10][11]
- Chudschand/Tadschikistan: Der Oberste Sowjet des Bürgerkriegslandes Tadschikistan wählt Emomalij Rahmonow zu seinem neuen Vorsitzenden. Er ist damit de facto neues Staatsoberhaupt der Republik.[12]

### Freitag, 20. November 1992
- Windsor/Vereinigtes Königreich: Im größten bewohnten Schloss der Welt, Schloss Windsor, gerät in einer Kapelle ein Vorhang in Flammen, davon ausgehend fügt ein Großfeuer über 100 Zimmern des Gebäudes schwere Schäden zu.[13]

### Samstag, 21. November 1992
- Berlin/Deutschland: Im Osten der Stadt fordern die gewaltsamen Auseinandersetzungen zwischen Jugendlichen, die sich dem radikal linken oder rechten politischen Spektrum hinzurechnen, mit Silvio Meier ein weiteres Todesopfer durch Mord aus Hass. Das Phänomen der Gewalt zwischen politischen Gruppen wurde im Beitrittsgebiet von 1990 zu Zeiten der DDR öffentlich nicht thematisiert und war zudem schwächer ausgeprägt als in den vergangenen zwei Jahren.[14]
- Washington, D.C./Vereinigte Staaten: Der Nationale Sicherheitsrat empfiehlt US-Präsident George Bush eine Militärintervention im ostafrikanischen Somalia als Antwort auf die Drohung des somalischen Clanführers Mohammed Farah Aidid, im Fall weiterer Friedensmissionen der Vereinten Nationen (UN) seine Miliz in den Kampf gegen die UN-Soldaten zu schicken. Eine US-geführte Koalition mit eigenen Bodentruppen verspricht nach Ansicht des Sicherheitsrats größeren Erfolg als der Ausbau der UN-Friedensmission oder eine US-geführte Koalition ohne eigene Bodentruppen.[15]

### Sonntag, 22. November 1992
- München/Deutschland: Der Landesverband Bayern e. V. im Börsenverein des Deutschen Buchhandels und die Stadt München verleihen den Literaturpreis Geschwister-Scholl-Preis an das Werk Solidarität und Widerstand aus der Reihe Dachauer Hefte des Historikers Wolfgang Benz sowie der Leiterin der KZ-Gedenkstätte Dachau Barbara Distel.[16]

### Montag, 23. November 1992
- Bonn/Deutschland: Die Vorstände der Grünen und von Bündnis 90 unterzeichnen den Assoziierungsvertrag, mit welchem aus ihren politischen Parteien eine neue Partei hervorgehen soll. Der Zusammenschluss soll im kommenden Jahr vollzogen werden.[17]
- Mölln/Deutschland: Der Mordanschlag von Mölln, ein Brandanschlag gegen zwei von türkischen Familien bewohnte Häuser, fordert drei Todesopfer und neun Schwerverletzte.[18] Täter sind zwei Rechtsextremisten.

### Freitag, 27. November 1992
- Wien/Österreich: In der Nacht bricht aus unbekannter Ursache ein Brand in der Schatzkammer der Hofburg aus. Der Redoutensaaltrakt des Gebäudeensembles steht kurz darauf in Flammen und 2.30 Uhr bricht der Dachstuhl ein. Die Pferde der Hofreitschule werden in Sicherheit gebracht. Die Feuerwehr verhindert ein Übergreifen des Brandes auf die Räumlichkeiten der Nationalbibliothek.[19]